# Gare de Sotteville
La gare de Sotteville est une gare ferroviaire française de la ligne de Paris-Saint-Lazare au Havre, située sur le territoire de la commune de Sotteville-lès-Rouen, dans le département de la Seine-Maritime en région Normandie.

## Situation ferroviaire
Établie à 7 mètres d'altitude, la gare de bifurcation de Sotteville, est située au point kilométrique (PK) 133,600 de la ligne de Paris-Saint-Lazare au Havre, entre les gares de Saint-Étienne-du-Rouvray et de Rouen-Rive-Droite.
Elle est aussi l'origine de la ligne de Sotteville à Rouen-Rive-Gauche, prolongée par la ligne de Rouen-Gauche à Petit-Couronne (voies des quais) et par la ligne de Saint-Georges-Motel à Grand-Quevilly partiellement déclassée. La gare est accolée à une importante gare de triage, un établissement de maintenance du matériel de traction (ateliers de Sotteville-Quatre-Mares) et un dépôt d'engins moteurs.

## Histoire
Peu de temps après sa mise en service, la gare est incendiée lors de la révolution de 1848.
Lors de la Première Guerre mondiale, elle assurera les activités de gare régulatrice. Au cours du second conflit mondial, elle est la cible de bombardements en 1942 et 1944,.

## Service des voyageurs

### Accueil
Halte voyageurs SNCF, c'est un point d'arrêt non géré (PANG) à accès libre doté de quatre voies, encadrant deux quais seulement accessibles par les escaliers d'une passerelle.

### Desserte
La gare est desservie par des trains TER Normandie effectuant des relations entre Rouen-Rive-Droite et Mantes-la-Jolie ainsi qu'entre Yvetot et Elbeuf - Saint-Aubin. Elle est également la gare de départ habituelle des trains spéciaux du Pacific Vapeur Club.

## Fréquentation
De 2015 à 2023, selon les estimations de la SNCF, la fréquentation annuelle de la gare s'élève aux nombres indiqués dans le tableau ci-dessous.
| Année     | 2015   | 2016   | 2017   | 2018   | 2019   | 2020  | 2021   | 2022   | 2023   |
| --------- | ------ | ------ | ------ | ------ | ------ | ----- | ------ | ------ | ------ |
| Voyageurs | 17 261 | 17 117 | 18 935 | 15 913 | 20 331 | 9 759 | 10 819 | 10 827 | 14 614 |

### Intermodalité
Un parking pour les véhicules y est aménagé. Elle est desservie, à l'arrêt Gare de Sotteville, par des bus de la ligne 41 du réseau Astuce.

## Service des marchandises
Sotteville est ouverte au service du fret (desserte d'installations terminales embranchées, wagons isolés).
La gare de triage était une des plus importantes de France avant son déclin. La gare a été équipée de la technologie dite du tir au but avec des voies dotées de freins intégrés. Elle est raccordée au port de Rouen par la ligne des quais. En 2013, la gare ne voit passer qu'une centaine de wagons par jour. De nombreuses « locomotives et wagons vides attendent, abandonnés aux quatre vents, à la pluie. […] Certaines machines ont été la proie de cambrioleurs venus chercher du cuivre dans leurs entrailles ».

Galerie de photographies
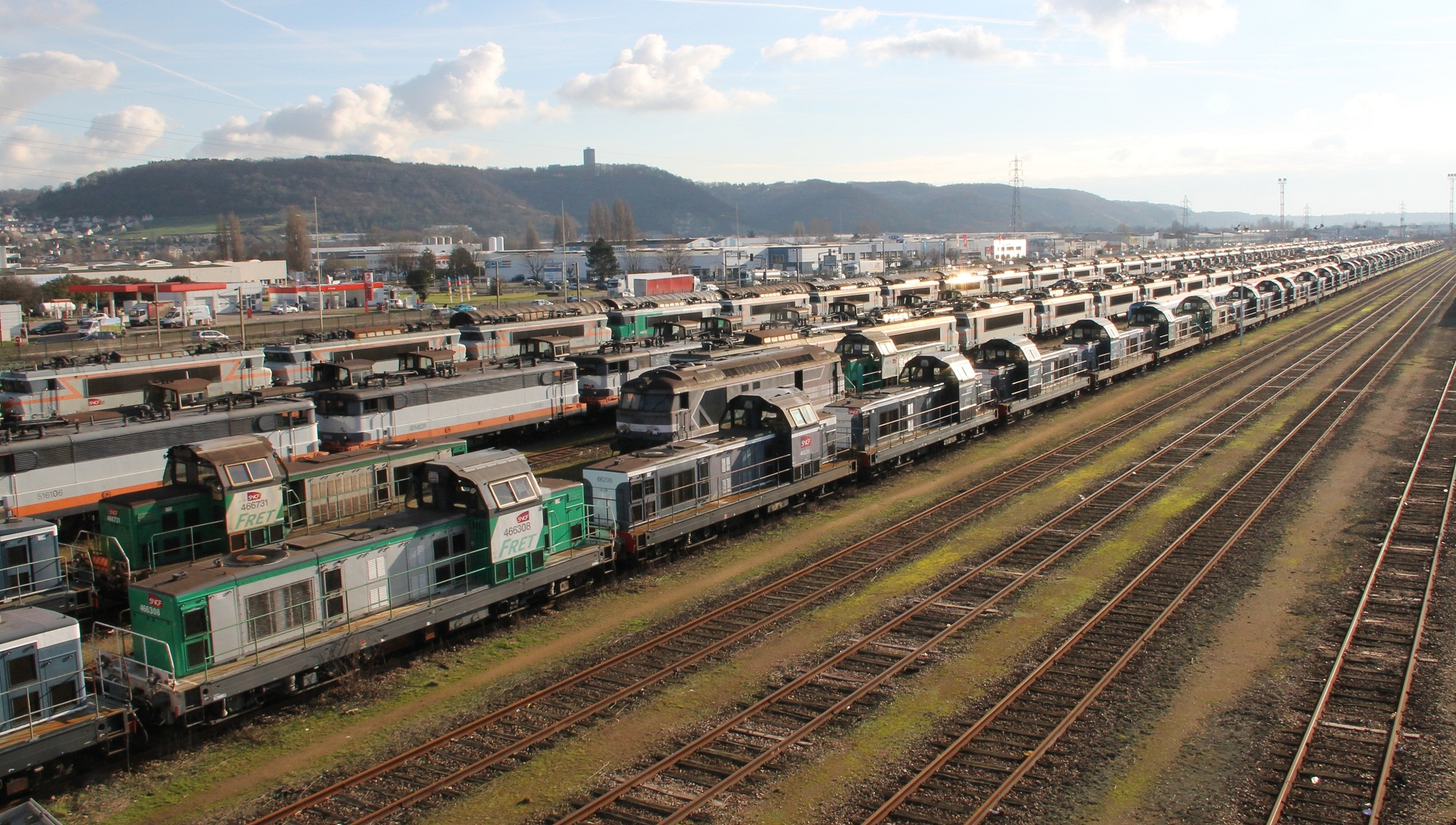
Un aspect du triage de Sotteville en janvier 2012.
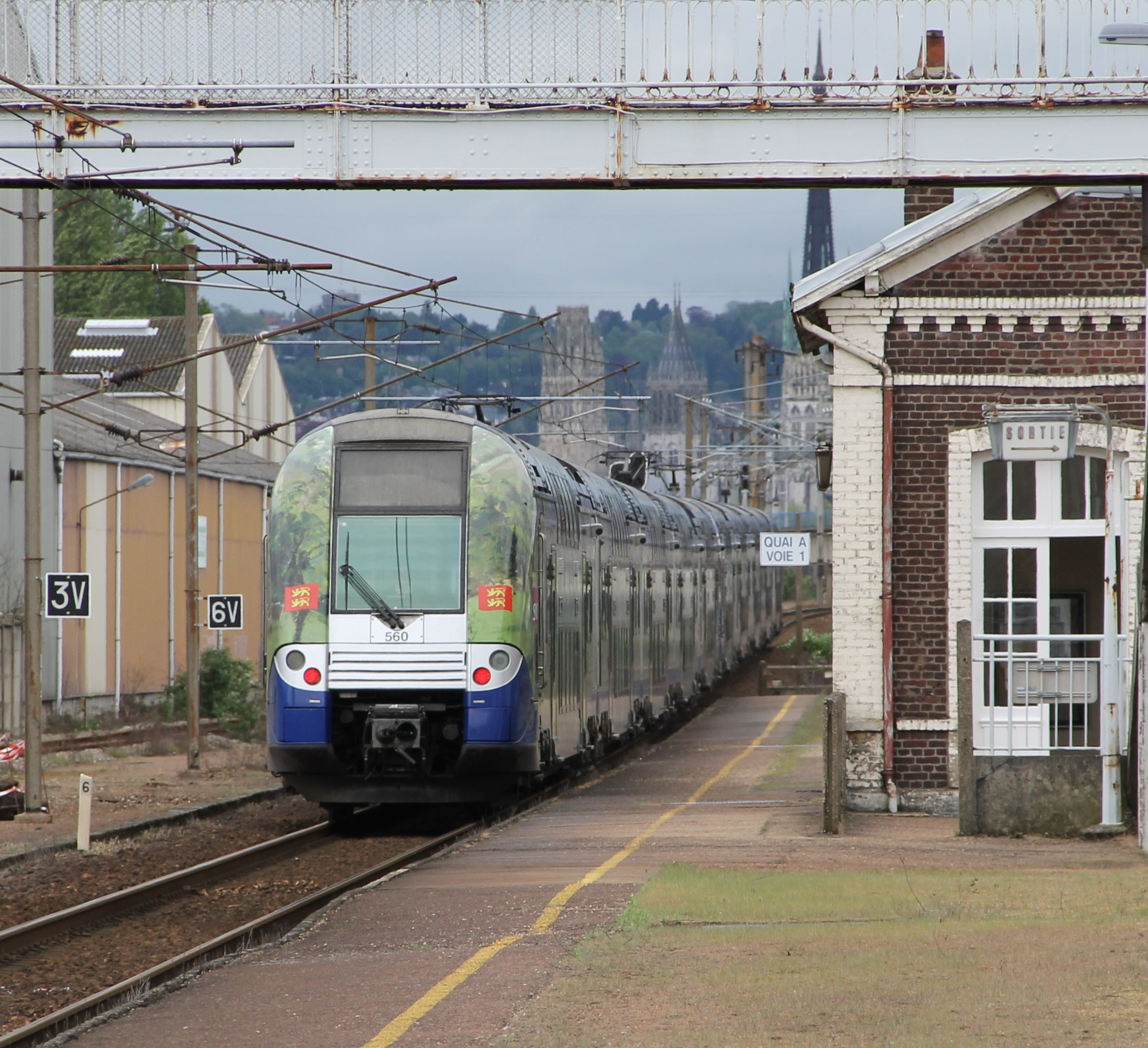
Passage en vitesse en 2015 d'un Intercités Paris – Le Havre pelliculé « train de l’impressionnisme ».
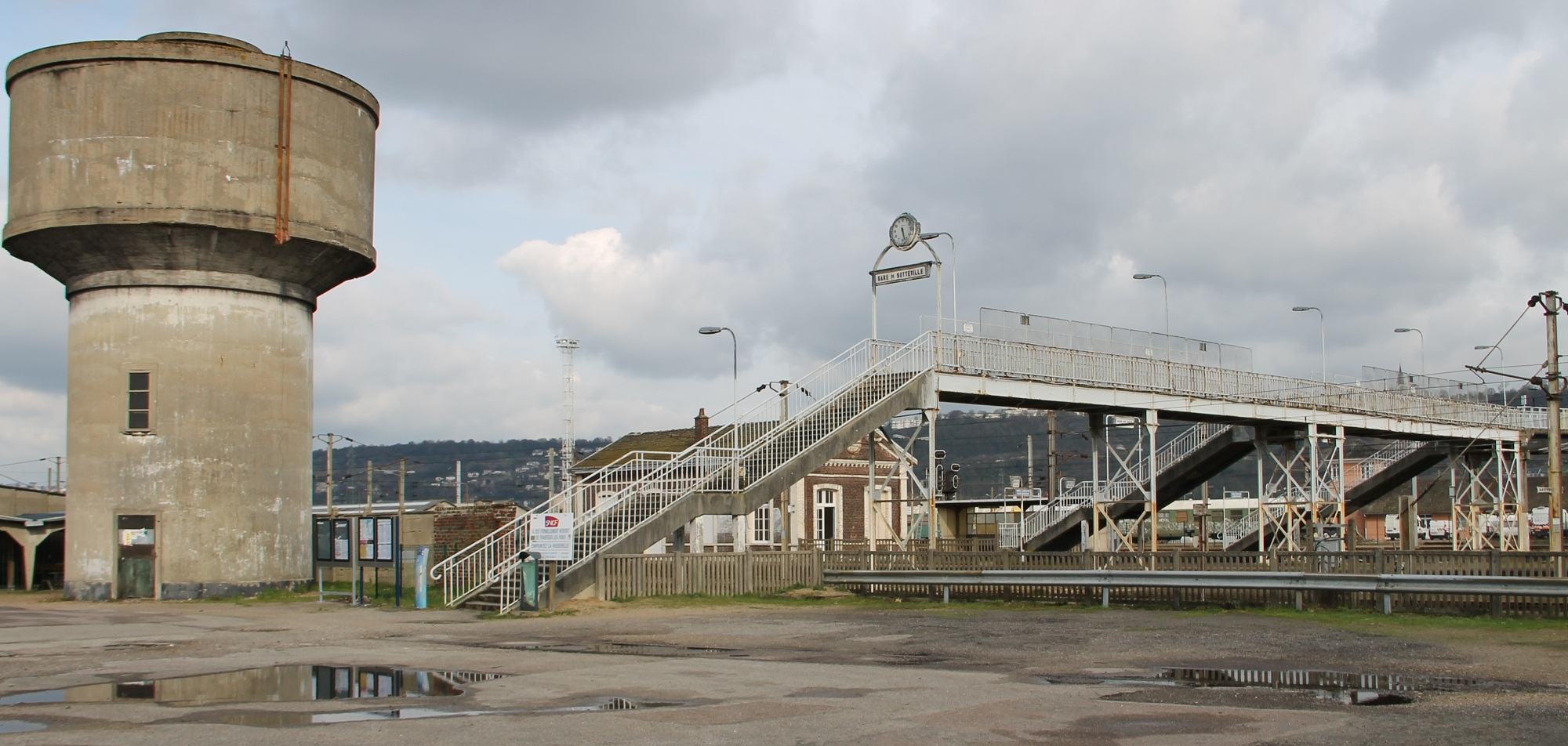
Entrée de la gare de Sotteville en février 2016.
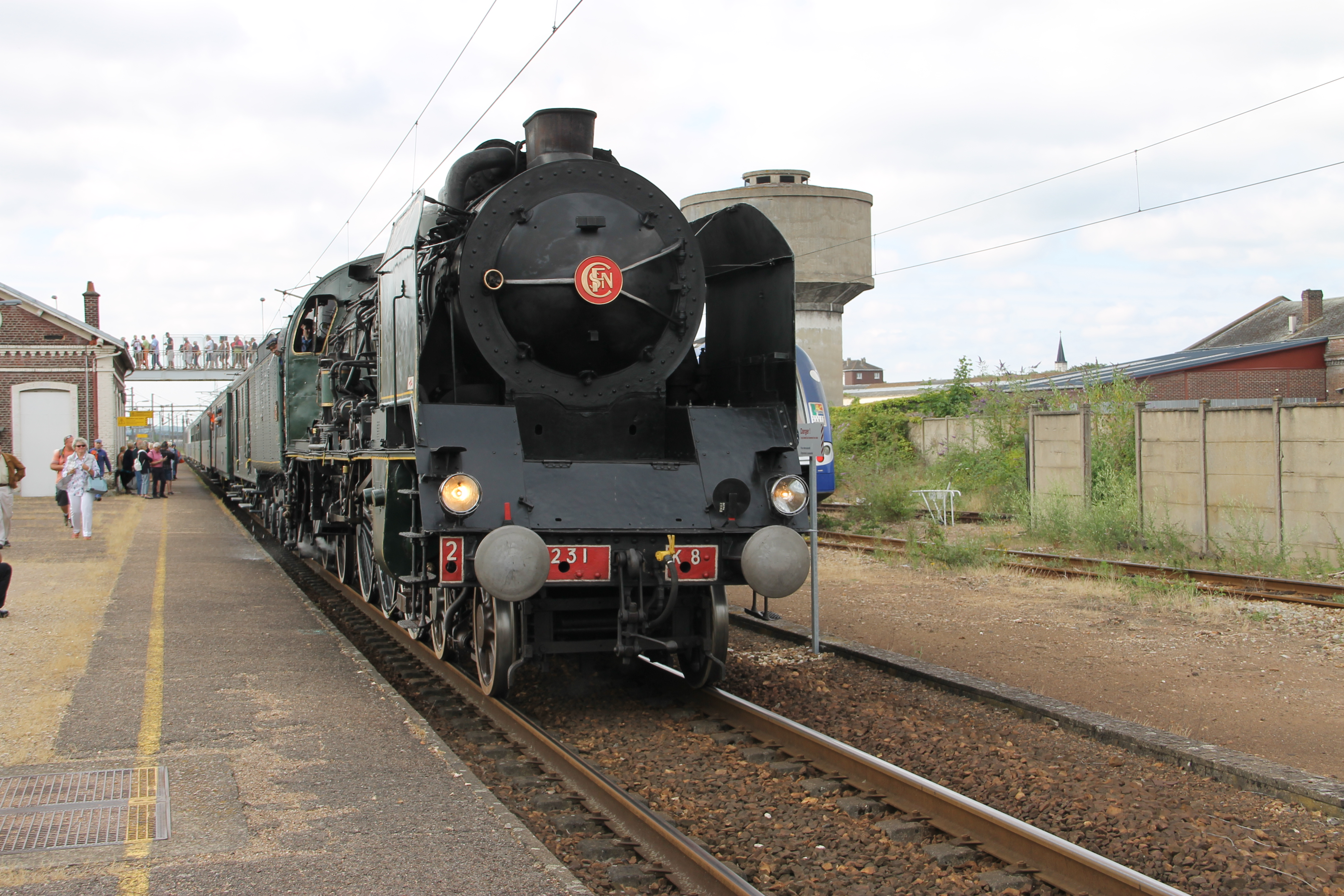
Départ d'un train spécial du Pacific Vapeur Club le 8 juillet 2017.
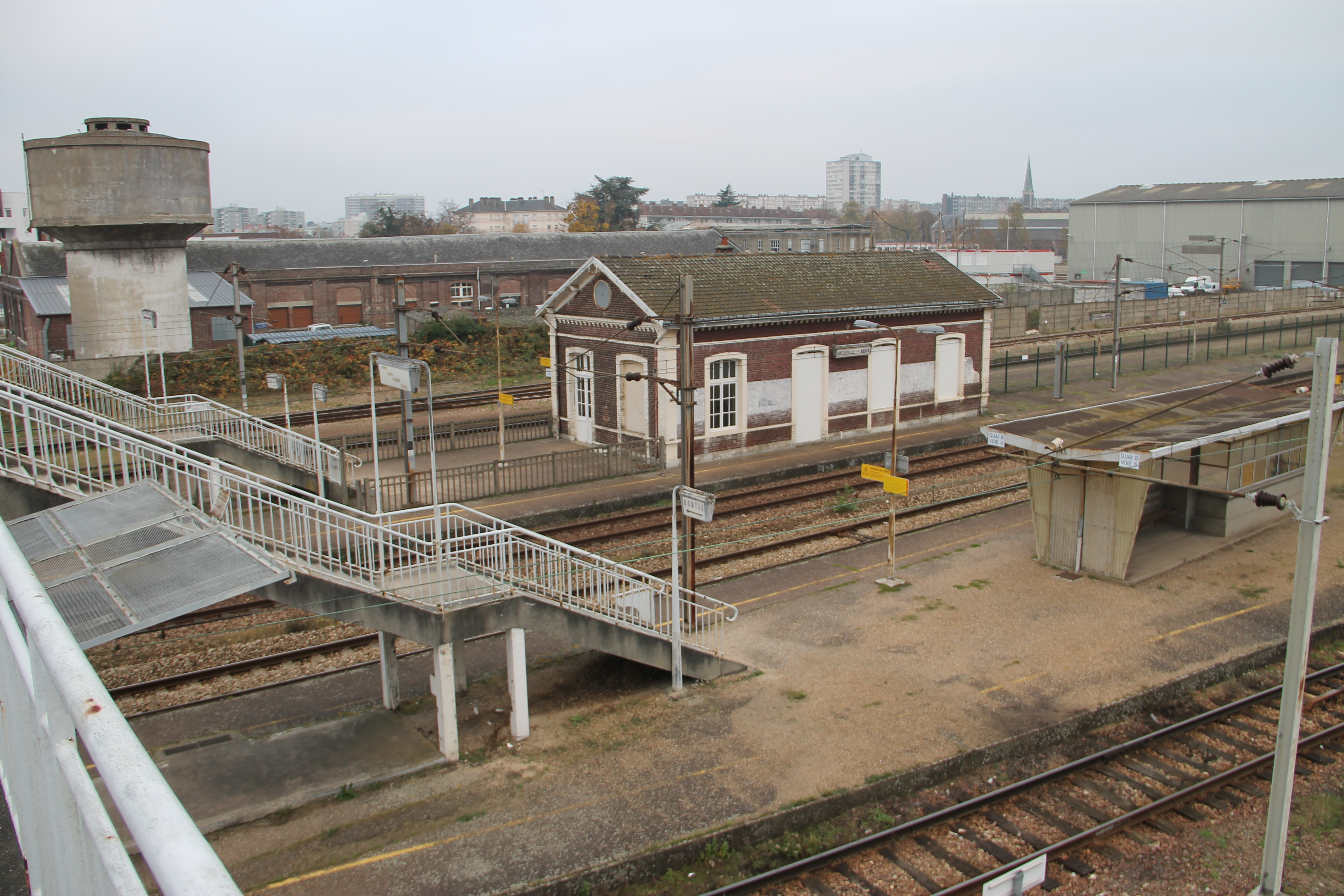
Les deux quais et leurs abris, vus de la passerelle en 2018.